# Culture Beat
Culture Beat är en tysk-amerikansk eurodancegrupp, grundad 1989 av Torsten Fenslau. Gruppen fick en stor hit med "Mr. Vain" 1993. Låten toppade listorna i 13 länder, däribland Sverige, och albumet Serenity sålde i två miljoner exemplar. Torsten Fenslau omkom i en trafikolycka 1993.